# 8438 Marila
8438 Marila è un asteroide della fascia principale. Scoperto nel 1971, presenta un'orbita caratterizzata da un semiasse maggiore pari a 2,2672970 UA e da un'eccentricità di 0,1589490, inclinata di 3,15551° rispetto all'eclittica.